# 紋 (曲)
「紋」（しるし）は、喜多村英梨の通算6枚目のシングル。2011年11月9日にスターチャイルドから発売された。

## 概要
スターチャイルド移籍第2弾シングル。初回限定盤と通常盤の2形態で発売され、初回限定盤のみPVを収録したDVDが同梱されている。また、本作のoff vocal ver.は未収録となっている。なお、自身の作品でオフヴォーカルが未収録のシングルは2枚目のシングル『つよがり』以来4作ぶり。
表題曲「紋」、カップリング曲の「雪華」（はな）は、それぞれテレビアニメ『C³ -シーキューブ-』の後期オープニングテーマ、前期エンディングテーマとして起用された。尚自身の楽曲がテレビアニメの主題歌として起用されるのは前作『Be Starters!』から2作連続。3曲目には本人が作詞した「Be A Diamond」が収録されている。
PVでは喜多村が着物姿にお面を被った状態で登場するが、オープニングでも錐霞がお面を被ったり灯籠、橋、PVで使われた舞台が登場する等、本作のPVを意識したものに仕上がっている。また、日本刀を使って斬る演技が見られるが、これは村正このはを意識して抜刀術を取り入れたいと頼み込み、実際に真剣を扱える先生に指導してもらった。

## チャート成績
2011年11月21日付のオリコン週間シングルチャートで16位を獲得。初動売上は0.6万枚を記録し、前作から約0.2万枚減少した。
2011年11月7日付のBillboard JAPAN Hot Singles Salesで17位、Billboard Hot Animationで5位を獲得した。また、サウンドスキャンでは20位を獲得した。

## 批評
CDジャーナルは、「琴の音色を全面的にフィーチャーする“和”のテイストに満ちたロック・ナンバーで、細かなコントロールの利いた歌と、軽快な疾走感が心地よい。
」と評した。

## 収録曲
CD
1. 紋 [4:02]
作詞：山崎寛子、作曲：市川淳、編曲：齋藤真也
テレビアニメ『C³ -シーキューブ-』後期オープニングテーマ
『C3 -シーキューブ-』自体が妖刀村正、木造住宅等、純和風的なものが登場する作品のため、「和」の要素を取り入れており、サビは上野錐霞のイメージした、ダークなロックサウンドナンバー[4][5]。
ちなみに曲名の決定後、喜多村は「紋」という字をケータイではどうすれば打ちこめるのかが分からず（「しるし」で検索しても『紋』が表示されないため）、『絶望先生』の「糸色」（絶）の字を参考に、「糸」と「文」を組み合わせて「糸文」と打ち込んでいたという[6]。
2. 雪華 [3:44]
作詞：山崎寛子、作曲：市川淳、編曲：中西亮輔
テレビアニメ『C³ -シーキューブ-』前期エンディングテーマ
喜多村曰く「今まで私が歌ったことのない、優しい曲にしたい」と語っている[2]。そうした要望もあって、本楽曲はピアノ、ギター、ヴァイオリン（ストリングス）といった音のなかに、琴の音がちりばめられた独特な世界観を持つ、R&Bテイストのスローナンバーとなった[5]。
3. Be A Diamond [4:10]
作詞：喜多村英梨、作曲・編曲：河合英嗣
ラジオ番組『A-Channel』2012年8月度エンディングテーマとして使用された。
前作『Be Starters!』の制作中に構想が練られた曲で、喜多村がお蔵入りになる筈だった所を止めた事によりこの事態は回避された[2]。
喜多村曰く、「デビューシングルの候補曲としては見送ったものの、一聴き惚れした曲」。「いつか自分の曲にする」つもりで、プロデューサーにカップリングまたはアルバム用にストックを要望したところ、早々に本作への収録が決まったという[6]。作詞はそうした経緯によるもので、「ライブ感溢れる楽曲」をテーマに「ラジオやイベント、日常における喜多村の言葉を込めた、朗読すると恥ずかしくなるような歌詞」になったとのこと[6]。本人曰く、「キタエリのテーマ」[6]。

DVD（初回限定盤のみ）
1. 紋 [Music Clip]
2. TV spot

## 収録アルバム
| 曲名         | 収録アルバム | 発売日        |
| ------------ | ------------ | ------------- |
| 紋           | 『RE;STORY』 | 2012年7月25日 |
| Be A Diamond | 『RE;STORY』 | 2012年7月25日 |